# قمة أمريكا الجنوبية للطاقة
قمة أمريكا الجنوبية للطاقة هو اسم أحد سلسلة مؤتمرات القمة التي تجمع وفودًا من دول اتحاد دول أمريكا الجنوبية لمناقشة القضايا المتعلقة بالطاقة.

## القمة الأولى
انعقدت القمة الأولى للطاقة في أمريكا الجنوبية في 16-17 أبريل 2007 في جزيرة مارغريتا في ولاية نويفا إسبارتا الفنزويلية. حضر عشرة من رؤساء أمريكا الجنوبية الإثني عشر شخصيًا، باستثناء تاباري فاسكيز من الأوروغواي وألان غارسيا من بيرو. كان من بين القضايا التي نوقشت إنتاج وقود الإيثانول في المنطقة، والتي اختلفت وجهات نظر الدول بشأنها. تم الاتفاق على إنشاء مجلس جديد للطاقة في أمريكا الجنوبية، برئاسة وزراء الطاقة في الدول الـ 12، لتنسيق سياسة الطاقة، بينما أثيرت أيضًا احتمالية معاهدة الطاقة في أمريكا الجنوبية في المستقبل.
فيما يتعلق بالموضوعات غير المتعلقة بالطاقة، اتفق الرؤساء أيضًا على ضرورة إعادة تسمية مجموعة دول أمريكا الجنوبية باتحاد دول أمريكا الجنوبية.